# Fabian Guedes
Fabian Guedes, mais conhecido como Bolívar (Santa Cruz do Sul, 16 de agosto de 1980), é um treinador e ex-futebolista brasileiro que atuava como zagueiro. Atualmente é auxiliar técnico da Chapecoense. 
Seu apelido é em homenagem ao pai, Bolívar, que atuava como zagueiro.

## Carreira
Bolívar iniciou sua carreira nas categorias de base do Esporte Clube Guarani, pelo qual se profissionalizou aos 17 anos. Passou, depois, por Grêmio, Joinville, Brasil de Pelotas e depois voltou novamente para o Esporte Clube Guarani, quando chamou a atenção do Internacional. Transferiu-se em 2003 para o Colorado, onde teve sua grande oportunidade, passando a atuar como zagueiro, tornando-se um dos jogadores mais vitoriosos e um dos maiores ídolos da história do Sport Club Internacional . 
Bolívar foi um dos destaques da equipe campeã da Copa Libertadores da América de 2006. A final da competição, contra o São Paulo, foi sua última partida pelo Internacional, já que suas atuações destacadas levaram-no a ser contratado pelo Monaco, clube francês, por R $ 8.664.705, clube que defendeu de agosto de 2006 a junho de 2008. No mesmo ano em que saiu da França, voltou por empréstimo do Monaco ao Internacional. Em junho de 2009, o jogador assinou novamente contrato com o Colorado. No mesmo ano, tornou-se capitão da equipe, exercendo a função até sair do clube. 
No dia 11 de Agosto de 2010, o Inter jogou a primeira partida da final da libertadores, contra o Chivas Guadalajara, no México. Bolívar marcou o gol da vitória de virada por 2–1, após passe de cabeça do companheiro de zaga Índio. No jogo seguinte da final, no dia 18 de agosto, sagrou-se campeão da Libertadores pela segunda vez, erguendo a taça como capitão da equipe. 
O ano de 2011 não foi dos melhores pro general, já que muitas falhas do time colorado vinham ocorrendo por responsabilidade sua. Posteriormente perdeu a titularidade na zaga pra Rodrigo Moledo. Em 2012, seguiu na reserva e foi protagonista de uma polêmica com o então técnico Fernandão. Fora dos planos, Bolívar assinou sua rescisão de contrato com o Inter em 3 de Janeiro de 2013.
No dia 7 de janeiro de 2013, acertou com o Botafogo. No seu primeiro jogo pelo clube alvinegro carioca ele marcou um gol de cabeça os 27 minutos do primeiro tempo. No dia 3 de outubro de 2014 teve seu contrato rescindido com o Botafogo devido divergências com a diretoria.
Em 2015, jogou o campeonato Gaúcho pelo Novo Hamburgo. Em maio do mesmo ano, acertou com a Portuguesa, deixando o clube após três meses e, no final do ano, anunciou sua aposentadoria.

## Títulos
Internacional
- Campeonato Gaúcho: 2004, 2005[5] 2009[6], 2011[7], 2012
- Copa Libertadores da América: 2006[8], 2010[9]
- Copa Sul-Americana: 2008[10]
- Copa Suruga Bank: 2009[11]
- Recopa Sul-Americana: 2011[12]

Botafogo
- Campeonato Carioca: 2013

### Outras Conquistas
Internacional
- Troféu João Saldanha: 2005
- Taça Fernando Carvalho: 2009
- Taça Fábio Koff: 2009, 2010
- Troféu Osmar Santos: 2009
- Taça Fronteira da Paz: 2010[13]
- Taça Farroupilha: 2011 e 2012

Botafogo
- Taça Guanabara: 2013
- Taça Rio: 2013